# Estrecho de Guimarás
El estrecho de Guimarás, anteriormente conocido como  Estrecho de Iloílo,  es un cuerpo de agua situado en la región de  Visayas Occidentales de las Islas Filipinas, conectando el Mar de Bisayas con el golfo de Panay y el mar de Joló más allá.
Importante zona de pesca  con un promedio anual de 50.000 toneladas.
Abunda en su parte norte  el cangrejo azul.